# Jacques de Gouy
Pour les articles homonymes, voir Gouy.
Jacques de Gouy est un ecclésiastique (d’obédience non précisée), musicien et compositeur actif à Paris dans le second quart du XVIIe siècle, mort après 1650.

## Biographie
Sa famille est originaire des Anciens Pays-Bas. Il était un des vingt chanoines de la cathédrale Notre-Dame d’Embrun, position assez honorifique qui lui permet de ne pas résider à Embrun, en touchant probablement sa prébende à Paris. En fait les détails de sa vie sont inconnus ; seules sont identifiées ses pratiques musicales. En 1650 il habitait rue de l'Arbre-Sec.
Vers 1640-1642, il soutient le théoricien Jean Le Maire dans son projet d’une nouvelle notation pour la musique (la « musique almérique »), publiant même en 1642 une chanson à quatre voix dans cette notation. La parution de cette chanson nous apprend qu’il est alors maître du concert de la musique almérique.
Il est aussi cité dans la correspondance de Joan Albert Ban (Harlem, 13 janvier 1641).
L’œuvre majeure de Gouy est son recueil des airs à quatre parties sur la paraphrase des psaumes d'Antoine Godeau, le premier à être écrit sur ce nouveau corpus de traductions paru en 1648. Ces textes lui ont été suggérés par le R.P. Dom du Carrouge, chartreux.La partie de Dessus de ce recueil contient une longue préface, où l'auteur donne des détails sur le processus de composition de ces psaumes (il dit prendre modèle sur l’air de cour, et avoir passé du temps à accommoder la prononciation du premier couplet avec celle des autres, à maîtriser la composition strophique, etc.), sur les approbations reçues de Michel Lambert et d’Étienne Moulinié et sur les recommandations de la duchesse de Liancourt et de sa sœur Anne de La Guiche, maréchale de Schomberg. Il déclare également que ses psaumes ont été joués lors des premiers concerts privés établis à Paris par la famille La Barre et les autres chanteurs et instrumentistes renommés de son temps : Constantin (un violon du roi), Granouilhet de Sablières, Daguerre, Blaise Berthod, Lazarin, Hotman, etc. Il déclare enfin qu’il envisageait de republier ses psaumes sous une forme simplifiée (le dessus seul avec tous les versets) mais ceux-ci n’ont pas paru, ce projet ayant été finalement mené par Artus Aux-Cousteaux et Thomas Gobert, puis Antoine Lardenois. Enfin, il présente les diverses combinaisons de voix et d’instruments possibles pour chanter ses pièces, et donne des indications sur les ornements.

## Œuvres

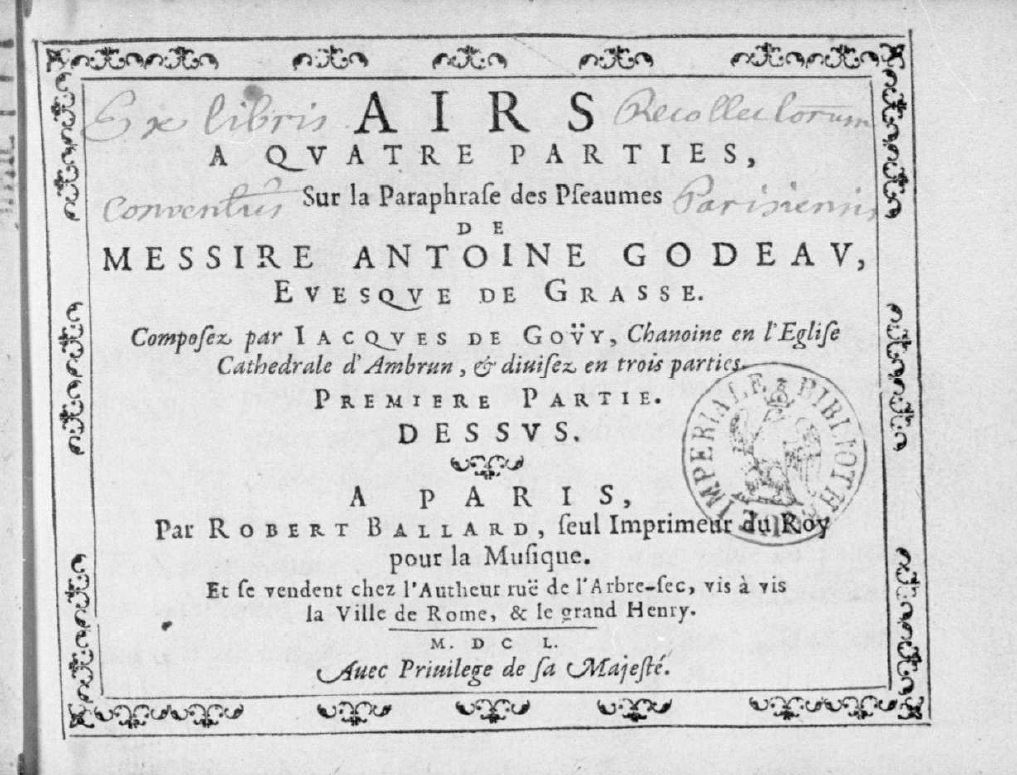
Page de titre des Airs sur la paraphrase de Godeau par J. de Gouy (Paris, 1650). Paris BNF.

- Airs à quatre parties sur la Paraphrase des pseaumes de Godeau, évêque de Grasse, chanoine en l’église cathédrale d’Embrun, & divisés en trois parties. Première parties [Psaumes 1-50]. Paris : Robert III Ballard, 1650. 4 vol. 8° oblong. Quelques psaumes sont à trois parties. RISM G 3218, Guillo 2003 n° 1650-C. Numérisé sur Gallica.

Seuls les deux premiers versets sont imprimés, le premier sous la musique. La basse instrumentale reprend la partie de basse vocale. Certains exemplaires portent en frontispice une gravure d'Abraham Bosse représentant le roi David jouant de la harpe, devant un autel. Le volume contient les psaumes 1 à 50. Les cent psaumes restants n’ont pas paru, soit que l’œuvre n’ait pas rencontré le succès escompté, soit que Gouy soit mort...
Des rééditions sont destinées aux émigrés protestants partis après la Révocation de l’édit de Nantes (1685) : à Amsterdam, chez les frères Willem, Pieter et Joan II Blaeu, 1691 (RISM G 3219), à Amsterdam, Estienne Roger, 1697 (RISM G 3220), enfin à Londres, William Pearson, vers 1700, avec des airs de Henry Du Mont (RISM G 3221).
Copie manuscrite intégrale (faite à Vevey, 1682) avec des pièces de Henry Du Mont et autres : Bonn, Musikwissenschaftliches Seminar der Rheinischen Friedrich-Wilhelm-Universität (manuscrit dépouillé par le RISM, réf. 450065105.
Copie manuscrite de la partie de Dessus à la Société des Pasteurs de Neuchâtel (cote P.106.5.19), en format oblong très allongé et précédée d'un beau titre allégorique dessiné à l'encre. Elle ne donne pas le second verset de chaque psaume.
Copie manuscrite des parties de Haute-contre, Taille et Basse-contre : vente Barbier-Mongrédien (Paris, Drouot, 30 avril 1997, n° 94).
Restitution des psaumes 4, 15, 21, 30, 36, 44 et 50 dans l’Anthologie du psaume français polyphonique (1610-1663), éd. D. Launay, vol. II (Paris, 1974).
La préface (qui ne figure que dans la partie de dessus) est reproduite dans Vander Straeten 1863 p. 22-31.

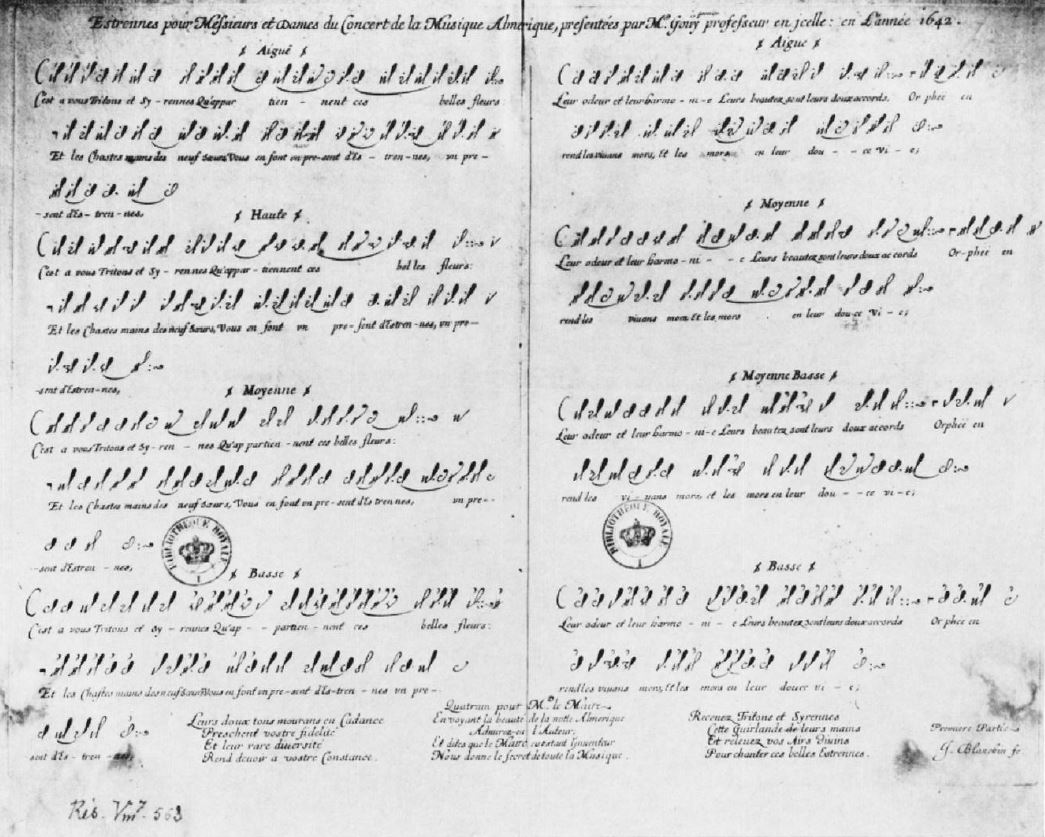
Estrennes de la musique almérique de J. de Gouy, 1642. Paris BNF.

- Estrennes pour messieurs et dames du concert de la musique almérique (1642). 1 f. gravé. Paris Maz. : ms. 4401 et Paris BNF (Mus.) : RES VM7 563.

Reproduction et transcription dans Cohen 1963.
- Motets pour toutes les festes de l’année, perdus, cités dans la préface des Airs de 1650.
- Airs, perdus, cités dans la préface des Airs de 1650.
- Table en faveur des ecclésiastiques, pour apprendre facilement le plain-chant selon l’art de l’incomparable M. Le Maire, perdue, cités dans la préface des Airs de 1650.